# Varde–Nørre Nebel Jernbane

Jyllands järnvägsnät

Varde-Nørre Nebel Jernbane är en järnväg som går mellan Varde och Nørre Nebel på Jylland i Region Syddanmark i Danmark. Den kallas lokalt ofta Vestbanen, även om det också är namnet på en stambana på Själland. 

## Trafik
Det går persontåg med en dubbeltur per timme på denna bana, undantaget enstaka timmar mitt på dagen. Körtiden är cirka 50 minuter. Tågtyp är Y-tog, även kallad Lynette.
Infrastruktur och fordon ägs av Vestbanan A/S, ett dotterbolag till Sydtrafik, det regionala trafikbolaget som i sin tur ägs av Region Syddanmark. 
Sydtrafik har lagt ut driften av banan, såväl infrastruktur som trafik, på GoCollective.
Regionen hade långt gångna planer på att lägga ned tågtrafiken 2012, men beslutade 2011 behålla trafiken tills vidare.

## Historia
Banan öppnades för trafik 1903 mellan Varde och Nørre Nebel. År 1913 öppnades en förlängning från Nørre Nebel till Tarm vid Vestjyske længdebane nära Skjern. Sträckan Nørre Nebel-Tarm lades ned 1940, medan sträckan Varde-Nørre Nebel fortfarande är i trafik.